# Кавара, Он
Он Кавара (яп. 河原 温 Кавара Он,  2 января 1933, Кария, Айти — 10 июля 2014, Нью-Йорк) — японский концептуальный художник, живший с 1965 года в Нью-Йорке. Участвовал во многих персональных и групповых выставках, включая Венецианскую биеннале в 1976 году. Его представляет галерея David Zwirner в Нью-Йорке и Yvon Lambert Gallery в Париже.

## Биография и творчество
В начале 1950-х, вдохновившись сюрреалистами, Он Кавара создавал картины с катастрофичными бытовыми сценами. Он покинул родную Японию в 1959 году, и после пребывания в Мексике и Франции, поселился в Нью-Йорке в 1965 году. Живя в Париже, Кавара экспериментировал со множеством стилей, начал создавать рисунки на основе календарей. Эти работы подготовили почву для концептуального скачка, который он совершил после приезда в Нью-Йорк. Результатом стало принципиальное изменение его творчества.
С 1966 года Он Кавара работает над серией Today (первую картину серии он создал 4 января 1966 года). Она состоит непосредственно из самих дат, в которые живопись создается (белые цифры типографским шрифтом на монохромных холстах). Если Кавара не может завершить живопись в день, в который она была начата, он уничтожает её. Холсты хранятся в специальных картонных коробках, содержащих страницы из местных газет того дня и того города, где художник нарисовал картину. Кавара не пишет каждый день. В первый год работы над серией он создал 241 работу. Не все холсты идентичны: цвет фона варьируется от серого до красного и синего, шрифт и язык написания даты также меняются.
Другие серии работ, I Went и I Met, состоят из открыток, отправленных друзьям, содержащих аспекты его жизни. Ещё одна серия открыток — I Got Up At, содержит штампы со временем, в которое он проснулся утром. А серия телеграмм, отправленных разным людям, содержит сообщение «я ещё жив» («I AM STILL ALIVE»).
Кавара не давал интервью и не комментировал свои работы.

## Книги художника, подготовленные  Он Кавара
- One Million Years, 1999, Editions Micheline Szwajcer & Michèle Didier (в 2 тт.)
- I MET, 2004, Editions Micheline Szwajcer & Michèle Didier (в 12 тт.)
- I WENT, 2007, mfc-michèle didier (в 12 тт.)
- I GOT UP, 2008, mfc-michèle didier (в 12 тт.)